# Vire Normandie
Vire Normandie – gmina we Francji, w regionie Normandia, w departamencie Calvados. Powstała 1 stycznia 2016 roku z połączenia 8 wcześniejszych gmin: Coulonces, Maisoncelles-la-Jourdan, Roullours, Saint-Germain-de-Tallevende-la-Lande-Vaumont, Truttemer-le-Grand, Truttemer-le-Petit, Vaudry oraz Vire. Siedzibą gminy została miejscowość Vire. W 2013 roku populacja wyżej wymienionych gmin wynosiła 17 951 mieszkańców.